# Uncle Bill (film 1914)
Uncle Bill è un cortometraggio muto del 1914 diretto da Ralph Ince.

## Produzione
Il film fu prodotto dalla Vitagraph Company of America.

## Distribuzione
Distribuito dalla General Film Company, il film - un cortometraggio in tre bobine - uscì nelle sale cinematografiche statunitensi il 13 luglio 1914.